# Eugénie oder Die Bürgerzeit
Eugénie oder Die Bürgerzeit ist ein Roman von Heinrich Mann, der 1928 erschien.
Gabriele West, die Ehegattin des Konsuls Jürgen West, lässt sich auf kleine Eskapaden mit ihrem Nachbarn, dem Spekulanten Heinrich Pidohn, ein. Die junge Mutter macht aber jedes Mal – gerade noch rechtzeitig – einen Rückzieher. Konsul West wird bei riskanten Börsengeschäften mit demselben Spekulanten ruiniert. Der Geschäftemacher Pidohn wird verhaftet. Bürgermeister Reuter stellt dem gestrauchelten Konsul Hilfe in Aussicht. Gabriele will zur Vernunft kommen.

## Handlung
Der Roman handelt ausgangs der Gründerjahre – genauer, im Sommer 1873 – in einer norddeutschen Hafenstadt. Gabriele, die 22-jährige Mutter des 5-jährigen Jürgen West, die „verwöhnte Dame“, fühlt sich, in Bordeaux aufgewachsen, fremd unter lauter Deutschen. Langeweile plagt „die Tochter des Südens“. Am liebsten möchte sie hinuntergehen zum Hafen und „mit einem Schiff“ in See stechen - heim nach Bordeaux. Der kleine Jürgen wird vom Personal behütet. In jugendlichem Übermut vertreibt die hübsche Frau sich die Zeit im Garten mit Leutnant Fritz von Kessel und Leutnant von Kühn. Zum Missvergnügen des Hausherrn Konsul Jürgen West machen ihr die beiden „Leutnants“ den Hof. Man schaukelt die Dame.
Von Kessel hat Gabriele „auf die Schulter geküßt“. Emmy Nissen, ebenfalls 22 Jahre jung, die Cousine Gabrieles, ist gar nicht einverstanden mit dem Getändel, das ins Ungehörige ausartet. Gehen doch die beiden Offiziere, diese unverbesserlichen Kampfhähne, so weit, dass sie sich wegen Gabriele mit dem Säbel duellieren. „Eine Verwundung des rechten Armes“ macht von Kessel „kampfunfähig“. Emmy nutzt die Gunst der Stunde. Das Mädchen hat noch keinen Gatten abbekommen. Und noch viel schlimmer – Cousine Gabriele hat ihr den Konsul, die gute Partie, einfach weggeschnappt. Aber Emmy ist vermögend, genauso wie der 25-jährige von Kessel. „Ich will Leutnant von Kessel heiraten“, beschließt sie. Emmy kämpft um den Leutnant, macht ihm weis, Gabriele, die er liebt, kokettiere mit allen möglichen Männern. Man könnte doch Emmys „ziemlich großes Gut umtauschen“, so dass es neben seinem liegt, legt Emmy dem Offizier verstohlen nahe. Und schon gibt es eine Verlobung. Und schon hat Gabriele einen Verehrer weniger.
Aber da steht noch Herr Heinrich Pidohn hinter Gabrieles Hecke. Der Nachbar ist „im Begriff, der große Mann zu werden, den die ganze Stadt grüßt“. Gutmütig und arglos, wie der Konsul nun mal ist, lässt er den Betrüger an sich heran, macht waghalsige Geschäfte mit ihm, um „wohlhabend“ zu werden und verliert dabei sein ganzes Vermögen. Ehe es so weit ist mit dem Ruin des Konsuls, greift Pidohn einfach über die Hecke und trennt sein Hündchen vom schreienden kleinen Jürgen, damit dieser nicht weiter attackiert wird. Gabriele spürt, Pidohn ist ein schlechter Mensch, ist ihr „Feind“. Die Frau geht ihrer Vermutung auf den Grund und findet sie bestätigt. „Bei Einbruch der Dunkelheit, verkleidet“, gleitet sie „in unerlaubte Gegenden“ ab und sieht mit eigenen Augen: Pidohn kann kein ehrbarer Geschäftsmann sein. Wie abstoßend und doch so prickelnd! Gabriele bietet Pidohn eine Rolle in dem Theaterstück an, das bei ihr zu Hause eingeübt werden soll und bald eingeübt wird. Eines Sonntags, als Gabriele wieder einmal von Langeweile geplagt wird – der Konsul spielt in Herrengesellschaft Bézique – lässt sie sich von Pidohn zu einer Kutschfahrt an den Strand nach Suturp überreden. Unter vier Augen – nur der Kutscher sitzt vorn auf dem Bock – gibt Pidohn Gabriele eine Probe seines schauspielerischen Talents: Ein „Sträfling“ war Pidohn, der seinen Mithäftling vermutlich umgebracht hat. Gabriele kann einen „Frontalangriff“ Pidohns gerade noch abwehren, als er „ungesittet“ versucht, „sie mit dem ganzen Arm zu umfassen“. Der Roman gipfelt in einer Theaterprobe, die Gabriele, „entblößt“ und Pidohn, diesmal jedoch vom eifersüchtigen Konsul belauscht, in Gabrieles Schlafzimmer absolvieren. Zwar verfolgt „er [Pidohn] sie durch das Zimmer“ und schimpft sie eine „Abenteurerin“, doch abermals passiert zum Glück nichts. Überdies weiß Gabriele, was sich gehört. Sie und der Konsul „haben“ ihren „Sohn“. Doch sie redet sich ein, „ihre böse Lust“ habe die „lebensgefährlichen Geschäfte“ des Gatten initiiert.
Als das eingeübte Theaterstück im Anwesen des Konsuls schließlich vor Publikum – geladenen Bürgern der Hafenstadt – aufgeführt wird, ist der „ehrbare Kaufmann“ Pidohn bereits wegen betrügerischer Spekulation an der Börse verhaftet. Der Autor des Stücks schlüpft notgedrungen höchstpersönlich in die auf einmal unbesetzte Rolle des Inhaftierten. Nur der aufmerkende Leser weiß zunächst von dieser operativen Umbesetzung. An der Börse ruinierte Bürger stören die Freiluftaufführung und entziehen dem Konsul, dem vermeintlichen „Helfershelfer“ Pidohns, das Vertrauen als „Vorsitzenden der Bürgervertretung“. „Bloß wegen Pidohn“ hatten sie ihn gewählt und nun das: „Kurssturz“. Bedauerlich, finden die eingesessenen Kaufmannsfamilien, der Konsul bedurfte eines Pidohn, „um zu Ehren zu gelangen“. Hals über Kopf flieht der Konsul nach Suturp. Gabriele vermutet, der Gatte flieht, um ohne sie auf und davon zu segeln. Auch der kleine Sohn Jürgen war schon paar Mal aus dem Hause in den Garten und noch weiter weg geflohen, weil er sich, so ist die junge Mutter fest überzeugt, „nicht geliebt fühlte“. Der Konsul seinerseits befürchtet, dass er Gabriele verlieren wird, wie er sein Vermögen verlor. Konsul West hat Dreck am Stecken – ein Verhältnis mit Frau Oberstleutnant wird dem verdutzten Leser unversehens bekannt.
Die Bürger der Hafenstadt sind eine Gemeinschaft, zusammengewachsen in den Jahrhunderten der „Bürgerzeit“. Pidohn, der Fremde, der Eindringling, kommt nicht dagegen an. Gemeinsame Familien-Historie verbindet gegen den Betrüger. Der Konsul wird von einem Getreuen in die Stadt zurückgeholt und kommt mit einem blauen Auge davon. Er verliert zwar sein Amt, wird aber vor die Wahl gestellt, entweder „in bescheidenen Umständen auszukommen“ oder aber „die Stadt zu verlassen“.

## Eugénie
Autor des Theaterstücks, das im Anwesen des Konsuls vor den Bürgern der Hafenstadt aufgeführt wird, ist der ortsansässige alte Dichter Professor von Heines. Dieser Dichter „hat Genie“. Weil er von Gabriele, die mit ihm französisch redet, verehrt wird, greift er, von sich eingenommen, zur Feder. Das Stück, eher ein Nebenwerk des „Herolds der sich einenden Nation“, spielt nach der Schlacht von Sedan (September 1870). Napoléon III., Kaiser von Frankreich, ist Gefangener des Königs Wilhelm von Preußen. Die Kaiserin Eugénie dringt zum preußischen König vor, um ihren Gatten zu befreien.
| Konsulin Gabriele West    | Kaiserin Eugénie             | Kaiserin Eugénie             | Kaiserin Eugénie             |
| Emmy Nissen               | Hofdame der Kaiserin         | Hofdame der Kaiserin         | Hofdame der Kaiserin         |
| Heinrich Pidohn           | Napoléon III.                | Napoléon III.                | Napoléon III.                |
| Leutnant Fritz von Kessel | französischer Kammerherr     | französischer Kammerherr     | französischer Kammerherr     |
| Leutnant von Kühn         | König Wilhelm                | König Wilhelm                | König Wilhelm                |
| Konsul Jürgen West        | General, Adjutant des Königs | General, Adjutant des Königs | General, Adjutant des Königs |

## Die Bürgerzeit
Das Publikum der Theateraufführung, darunter der Bürgermeister Reuter, kommentiert die Vorgänge auf der Bühne. Der Bürgermeister meint, König Wilhelm habe „dem Bürgertum Glanz verliehen“ und der „ehrfürchtig geliebte Herrscher“ habe vom Bürgertum „seine ganze Macht“. Das Wort „Bürgerzeit“ fällt genau einmal im Romantext. Der Bürgermeister Reuter spricht es wiederum aus, als er die jahrhundertelange Dominanz der Bürgerschaft in seiner Stadt hervorhebt.

## Zitate
- „Unrecht haben von jeher die Besiegten.“[2]
- „Wir haben nichts, aber wir haben einander.“[3]

## Selbstzeugnisse
- Im Oktober 1927 äußert sich Heinrich Mann in den Dresdner Nachrichten: „Ich arbeite an einem kleinbürgerlichen Roman, womit gesagt ist, daß er nicht heute spielt. Ich will nach Kindheitserinnerungen dem Leser, der sich vergebens noch bürgerlich nennt, in einem Ausschnitt zeigen, wie einst das Bürgertum war. Es sah ganz anders aus, als man jetzt denkt.“[4]
- Am 13. Februar 1928 an den Franzosen Felix Bertaux: „Der kleine Roman ist leicht lesbar. Er hat seine moralische Lehre, wenn auch keine hohe Geistigkeit.“[4]
- Am 26. März 1928 an Emil Faktor: „Ich bin in voller Arbeit, mein Roman soll fertig werden. Er ist historisch sozusagen, denn die Tage meiner Kindheit sind historisch, und wie.“[5]

## Rezeption
- Anger meint,
  - der Handlungsort sei die Geburtsstadt des Autors: Lübeck.[6]
  - der Autor porträtiere in der Figur des Professor von Heines mit gutmütigem Spott den Lübecker Lyriker Emanuel Geibel.[7]